# Orange Hill
Orange Hill es una localidad de Trinidad y Tobago, que forma parte de la parroquia de St. Patrick.

## Geografía
La localidad abarca parte de la isla de Tobago y limita al norte con Black Rock, al sur con Old Grange-Sou Sou Lands, Bethel, Bethlehem, Bethel-Mt. Gomery, Carnbee-Patience Hill y Patience Hill (las tres última localidades pertenecientes a la parroquia de St. Andrew), al este con Black Rock, Mount Marie y Patience Hill (las dos últimas localidades pertenecientes a la parroquia de St. Andrew) y al oeste con Mt. Irvine-Black Rock y Buccoo-Coral Gardens.

## Demografía
Datos demográficos de la localidad de Orange Hill:
| Gráfica de evolución demográfica de Orange Hill entre 2000 y 2011 |
|                                                                   |